# オイラの靴は日本製
オイラの靴は日本製（オイラのくつはにほんせい、Mera Joota Hai Japani、ヒンディー語: मेरा जूता है जापानी、ウルドゥー語: میرا جُوتا ہے جپنِ）は1955年に制作されたインド映画『詐欺師』（Shri 420）の挿入歌としてShankar Jaikishanが作曲、Shailendraが作詞した曲。劇中ではボリウッドのラージ・カプールが歌ったが、実際に録音したのはプレイバックシンガーのMukesh。
以下の歌い出しで始まる。
| मेरा जूता है जापानी, ये पतलून इंगलिस्तानी सर पे लाल टोपी रूसी, फिर भी दिल है हिन्दुस्तानी | Mera Joota hai Japani Yeh Patloon Inglistani Sar pe lal topi rusi Phir bhi dil hai hindustani | おいらの靴は日本製 はいてるズボンはイギリス製 頭にロシアの赤帽子 それでも心はインド製 |

愛国的なこの歌は独立して間もないインドで人気を博した。インドが独立民主国家としての地位を高めている間に、植民地主義者からの圧力を捨て、インドを団結してよい国にしようとする国際派たちを応援する曲となった。
また独立当時のインドの政治家や上流階級は、独立を示すインド製の服(スワデーシー)を着る一方で、国の将来に対する考え方や企業との提携などの実際の行為では西洋諸国に極端になびいており、この曲はこうした人々への風刺でもあった。

## 影響
- 曲の冒頭部分は1991年の映画『ミシシッピー・マサラ（英語版）』で、1972年にインド人がウガンダから追放される（英語版）緊迫したシーンにおいて流された。
- 2000年に公開されたボリウッド映画Phir Bhi Dil Hai Hindustani（英語版）のタイトルはこの曲から名づけられた。
- Bengaliの著者Mahasweta Devi（英語版）は2006年のフランクフルト・ブックフェアでのスピーチでこの曲の一節を引用して聴衆を感動させた。

- アーシフ・マンドヴィが主演した2009年の映画Today's Special（英語版）の劇中で、ナシールッディーン・シャーのクラブのラジオから「オイラの靴は日本製」が流れた。
- 2012年にボリウッドスターのSasha DithとDJ Rico Bernasconiがカバー。Buddha Bar（英語版） XIVをフィーチャーし、オリジナルの録音も使われた。
- 2013年の映画ゼロ・グラビティ (映画)で、Phaldut Sharma（英語版）が声優として演じたインド人宇宙飛行士のShariffが宇宙空間で休憩を取るシーンでこの曲の一節を歌った[5]。
- キラン・デサイが書いた2006年の小説The Inheritance of Loss（英語版）で、インド系アメリカ人のBijuが移民仲間とこの歌を歌って慰め合った。
- 2016年のアメリカ映画デッドプールでこの曲の一節が流れた[6]。